# Ippolita Gonzaga (1503-1570)
Ippolita Gonzaga (Mantova, 13 novembre 1503 – Mantova, 16 marzo 1570) è stata una nobile italiana.

## Biografia
Era figlia di Francesco II Gonzaga, marchese di Mantova e di Isabella d'Este, figlia di Ercole I d'Este duca di Ferrara.
Fu affidata giovanissima dalla madre, nel 1511, al monastero domenicano di San Vincenzo di Mantova e nel 1518 prese i voti col nome di Livia Osanna, in onore della terziaria domenicana Osanna Andreasi ed amica di Isabella d'Este.
Ottenne significativi aiuti per il convento dal fratello cardinale Ercole Gonzaga, che andò spesso a farle visita.
Un suo ritratto giovanile potrebbe essere presente in una pala di Francesco Bonsignori del 1515 conservato nel museo della città di Mantova.
Morì nel 1570.

## Ascendenza
|                       |                    |                                  | Genitori                            |  |  | Nonni |  |  | Bisnonni             |  |  | Trisnonni             |  |
|                       |                    |                                  |                                     |  |  |       |  |  | Ludovico III Gonzaga |  |  | Gianfrancesco Gonzaga |  |
|                       |                    |                                  |                                     |  |  |       |  |  | Ludovico III Gonzaga |  |  | Gianfrancesco Gonzaga |  |
|                       |                    | Paola Malatesta                  |                                     |  |  |       |  |  | Ludovico III Gonzaga |  |  |                       |  |
| Federico I Gonzaga    |                    |                                  |                                     |  |  |       |  |  | Ludovico III Gonzaga |  |  |                       |  |
|                       |                    | Barbara di Brandeburgo           | Giovanni l'Alchimista               |  |  |       |  |  |                      |  |  |                       |  |
|                       |                    | Barbara di Brandeburgo           | Giovanni l'Alchimista               |  |  |       |  |  |                      |  |  |                       |  |
|                       |                    | Barbara di Brandeburgo           | Barbara di Sassonia-Wittenberg      |  |  |       |  |  |                      |  |  |                       |  |
| Francesco II Gonzaga  |                    | Barbara di Brandeburgo           |                                     |  |  |       |  |  |                      |  |  |                       |  |
|                       |                    | Alberto III di Baviera           | Ernesto di Baviera-Monaco           |  |  |       |  |  |                      |  |  |                       |  |
|                       |                    | Alberto III di Baviera           | Ernesto di Baviera-Monaco           |  |  |       |  |  |                      |  |  |                       |  |
|                       |                    | Alberto III di Baviera           | Elisabetta Visconti                 |  |  |       |  |  |                      |  |  |                       |  |
| Margherita di Baviera |                    | Alberto III di Baviera           |                                     |  |  |       |  |  |                      |  |  |                       |  |
|                       |                    | Anna di Braunschweig-Grubenhagen | Erich I di Braunschweig-Grubenhagen |  |  |       |  |  |                      |  |  |                       |  |
|                       |                    | Anna di Braunschweig-Grubenhagen | Erich I di Braunschweig-Grubenhagen |  |  |       |  |  |                      |  |  |                       |  |
|                       |                    | Anna di Braunschweig-Grubenhagen | Elisabetta di Brunswick-Göttingen   |  |  |       |  |  |                      |  |  |                       |  |
| Ippolita Gonzaga      |                    | Anna di Braunschweig-Grubenhagen |                                     |  |  |       |  |  |                      |  |  |                       |  |
|                       | Niccolò III d'Este | Alberto V d'Este                 |                                     |  |  |       |  |  |                      |  |  |                       |  |
|                       | Niccolò III d'Este | Alberto V d'Este                 |                                     |  |  |       |  |  |                      |  |  |                       |  |
|                       | Niccolò III d'Este | Isotta Albaresani                |                                     |  |  |       |  |  |                      |  |  |                       |  |
| Ercole I d'Este       | Niccolò III d'Este |                                  |                                     |  |  |       |  |  |                      |  |  |                       |  |
|                       |                    | Ricciarda di Saluzzo             | Tommaso III di Saluzzo              |  |  |       |  |  |                      |  |  |                       |  |
|                       |                    | Ricciarda di Saluzzo             | Tommaso III di Saluzzo              |  |  |       |  |  |                      |  |  |                       |  |
|                       |                    | Ricciarda di Saluzzo             | Marguerite de Pierrepont            |  |  |       |  |  |                      |  |  |                       |  |
| Isabella d'Este       |                    | Ricciarda di Saluzzo             |                                     |  |  |       |  |  |                      |  |  |                       |  |
|                       |                    | Ferdinando I di Napoli           | Alfonso V d'Aragona                 |  |  |       |  |  |                      |  |  |                       |  |
|                       |                    | Ferdinando I di Napoli           | Alfonso V d'Aragona                 |  |  |       |  |  |                      |  |  |                       |  |
|                       |                    | Ferdinando I di Napoli           | Gueraldona Carlino                  |  |  |       |  |  |                      |  |  |                       |  |
| Eleonora d'Aragona    |                    | Ferdinando I di Napoli           |                                     |  |  |       |  |  |                      |  |  |                       |  |
|                       |                    | Isabella di Chiaromonte          | Tristano di Chiaromonte             |  |  |       |  |  |                      |  |  |                       |  |
|                       |                    | Isabella di Chiaromonte          | Tristano di Chiaromonte             |  |  |       |  |  |                      |  |  |                       |  |
|                       |                    | Isabella di Chiaromonte          | Caterina di Taranto                 |  |  |       |  |  |                      |  |  |                       |  |
|                       |                    | Isabella di Chiaromonte          |                                     |  |  |       |  |  |                      |  |  |                       |  |